# Mariechen saß weinend im Garten

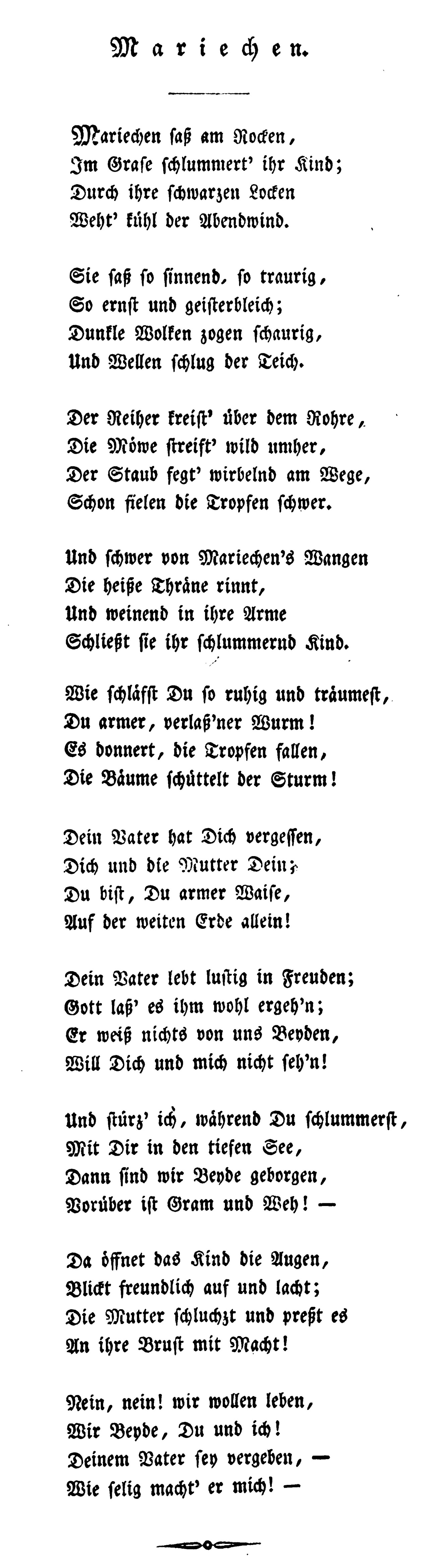
Joseph Christian von Zedlitz: Mariechen (1832)

Mariechen saß weinend im Garten ist ein bekanntes Küchenlied. Der Text geht auf das Gedicht Mariechen von Joseph Christian von Zedlitz zurück, das dieser 1832 veröffentlichte. Der Ursprung der volkstümlichen Melodie ist unbekannt.

## Entstehung und Rezeption
Joseph Christian von Zedlitz (1790–1862) war ein österreichischer Offizier und Schriftsteller, der in der Epoche der Metternichschen Restauration auch politische Ämter innehatte. Sein Gedicht Mariechen ist ursprünglich ernst gemeint, anders als Sabinchen war ein Frauenzimmer, womit Mariechen saß weinend im Garten oft in einem Atemzug genannt wird. Zedlitz greift die damals häufige Situation unverheirateter junger Mütter auf, die von den Vätern ihrer Kinder im Stich gelassen wurden und dadurch in wirtschaftliche Not und soziale Ächtung gerieten.
Die durch bedrohliche Naturbilder verstärkte „triefende“ Sentimentalität des Textes war anfangs seiner Verbreitung als Küchenlied – als Gefühle freisetzender Gesang abhängig arbeitender Frauen – förderlich, kippte aber in Verbindung mit der banal-pathetischen Dreitaktmelodieⓘ bald ins Komische und Parodistische. In diesem Sinn wurde es in der Jugendmusikbewegung des frühen 20. Jahrhunderts rezipiert.

## Inhalt
Mariechen sitzt, laut Originaltext, am Spinnrocken, was allerdings mit dem „Abendwind“, dem Kind im Gras und mit den weiteren geschilderten Naturvorgängen schlecht harmoniert und bald in den „Garten“ geändert wurde. Ein Gewitter zieht auf, sie nimmt ihr Kind weinend in den Arm und spricht traurig zu ihm von seiner und ihrer Verlassenheit. Dem verschwundenen Vater, der „lustig in Freuden“ lebt, wünscht sie Wohlergehen, während sie für sich und das Kind ein Ende von „Gram und Weh“ durch Sturz in den See phantasiert. Da öffnet das Kind die Augen und lächelt sie an, und alle Verzweiflung verfliegt: „Nein, nein, wir wollen leben. … Deinem Vater sei vergeben, – wie selig macht’ er mich!“
Das Gedicht lädt ein zum Mitleid mit Mariechen und stellt zugleich ihre Nachsicht mit dem aus der Verantwortung geflohenen Vater – sicher ein Angehöriger der „höheren Stände“ – als vorbildlich hin. Dem Stimmungsumschwung der letzten beiden Strophen entspricht keine reale Veränderung der Situation.

## Text (1984)
1. Mariechen saß weinend im Garten, im Grase lag schlummernd ihr Kind.

Mit ihren goldblonden Locken spielt säuselnd der Abendwind.

Sie war so müd und traurig, so einsam, geisterbleich.

Die dunklen Wolken zogen und Wellen schlug der Teich.

2. Der Geier steigt über die Berge. Die Möwe zieht stolz einher.

So weht ein Wind von ferne, schon fallen die Tropfen schwer.

Schwer von Mariens Wangen eine heiße Träne rinnt:

Sie hält in ihren Armen ein kleines, schlummerndes Kind.

3. „Hier liegst du so ruhig von Sinnen, du armer, verlassener Wurm!

Du träumst von künftigen Sorgen, die Bäume bewegt der Sturm.

Dein Vater hat dich verlassen, dich und die Mutter dein;

drum sind wir arme Waisen auf dieser Welt allein.

4. Dein Vater lebt herrlich, in Freuden; Gott lass’ es ihm wohl ergehn!

Er gedenkt nicht an uns beide. Will mich und dich nicht sehn.

Drum wollen wir uns beide hier stürzen in die See:

Dann bleiben wir verborgen vor Kummer, Ach und Weh!“

5. Da öffnet das Kind die Augen, blickt freundlich sie an und lacht;

die Mutter, vor Freuden sie weinet, drückt’s an ihr Herz mit Macht.

„Nein, nein, wir wollen leben, wir beide, du und ich!

Dem Vater sei’s vergeben: Wie glücklich machst du mich!“